# Смертоносна сила
Смертоносна сила — це використання сили, яке може призвести до серйозних поранень або смерті для іншої особи. У більшості юрисдикцій використання смертоносної сили виправдане лише за умови виняткової необхідності, коли всі менш небезпечні засоби не допомогли або їх не можна застосувати.
Вогнепальна зброя, холодна зброя з лезом, вибухівка і транспортні засоби це приклади того, використання чого вважається застосуванням смертоносної сили. Використання підручних засобів, наприклад бити, гострого олівця, колісного диска або інших, з метою нападу також може вважатися застосуванням смертоносної сили.

## Великобританія
Акт про кримінальне покарання та імміграцію від 2008 дозволяє домовласникам помірковане використання сили проти злодіїв. У деяких обставинах це може бути смертоносна сила.

## США

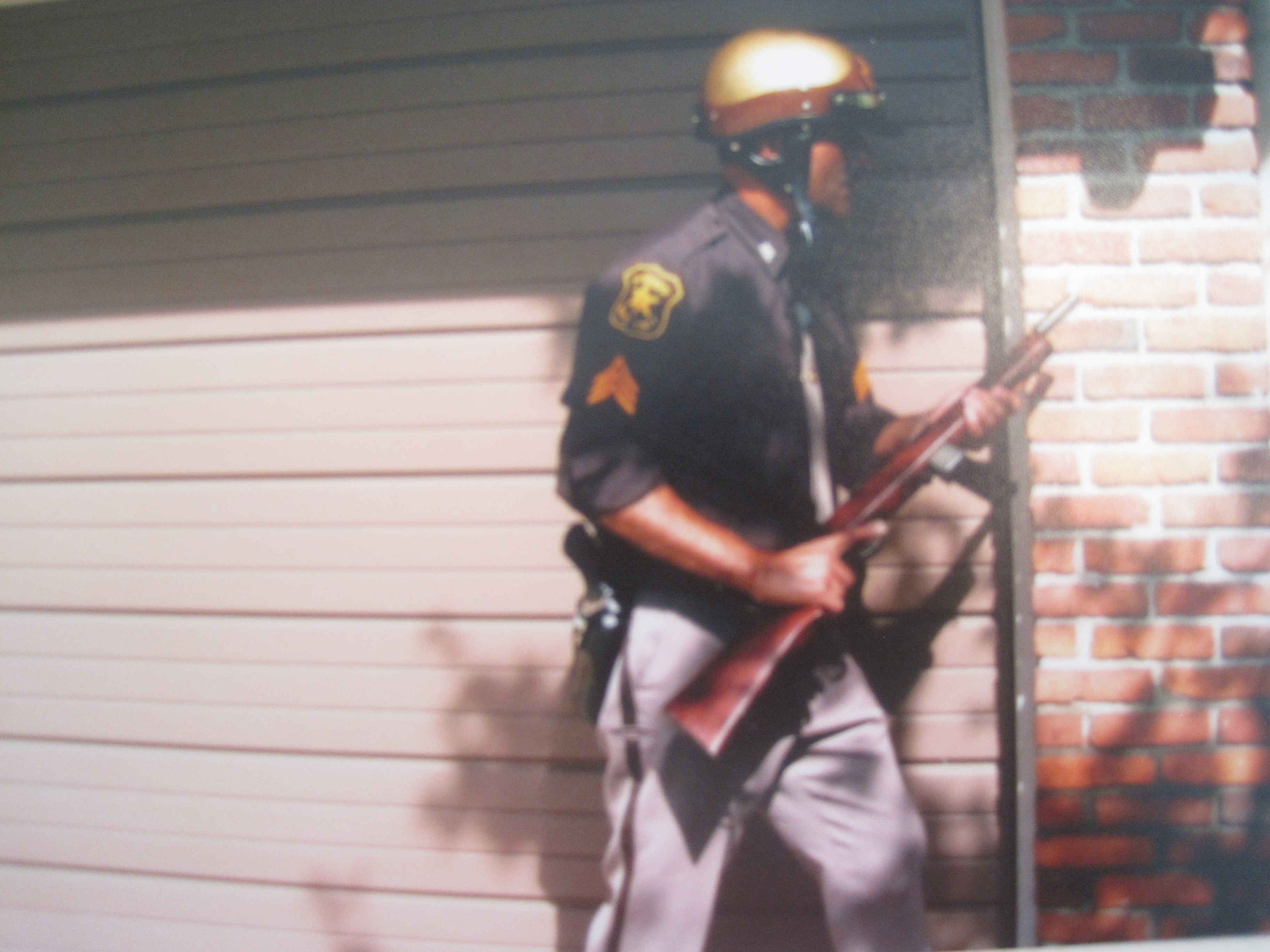
Шериф з пістолетом-кулеметом M50 Reising.

Збройні сили США визначають смертоносну силу як силу, що ймовірно призведе до істотного ризику спричинення смерті або серйозних тілесних ушкоджень, або травм.

## Україна
Поліцейський, за законом, уповноважений застосовувати вогнепальну зброю тільки з метою заподіяння особі такої шкоди, яка необхідна і достатня в конкретних обставинах, для негайного відвернення чи припинення збройного нападу. Тобто стріляти, щоби зупинити, але не стріляти, щоби вбити.